# 플리카: 컨츄리 프라이드
《플리카: 컨츄리 프라이드》(Flicka: Country Pride)는 미국에서 제작된 마이클 데미언 감독의 2011년 드라마, 가족 영화이다. 캐시 롤 등이 주연으로 출연하였다. 플리카(2006년)와 플리카 2(2010년)의 후속작이다.

## 출연

### 주연
- 캐시 롤
- 클린트 블랙
- 리사 하트만

### 조연
- 맥스 로이드-존스
- 로라 솔티스

## 기타
- 미술: 트로이 핸슨